# Пестово (Раменское сельское поселение)
Пе́стово — деревня в Палехском районе Ивановской области. Входит в Раменское сельское поселение.

## География
Находится в юго-западной части Палехского района, в 9,2 км к юго-западу от Палеха (13,5 км по автодорогам).

## История
В 2005—2009 деревня относилась к Тименскому сельскому поселению.

## Население
| 1859 | 1905 | 2010 |
| ---- | ---- | ---- |
| 100  | ↘83  | ↘14  |